# Échecs aux Jeux panarabes
Les Jeux panarabes d’échecs opposent les  nations arabes qui participent aux Jeux panarabes, par équipes et au niveau individuel. Les compétitions d’échecs ont été introduites en 1999 lors de la 9e édition des Jeux panarabes.

## Les échecs en1999
Au cours de cette édition 7 épreuves pour les hommes et 5 pour les femmes ont été disputées avec l’octroi de médailles de bronze pour les quatrièmes. Au total 52 médailles ont été distribuées

### Les médaillés hommes
| Épreuves | Or                                  | Argent                            | Bronze                                |
| -------- | ----------------------------------- | --------------------------------- | ------------------------------------- |
| Equipes  | Maroc: 27,5                         | Égypte: 27,5                      | Syrie: 23 Émirats arabes unis : 22,5  |
| Table 1  | Mohammed Al-Modiahki                | Hicham Hamdouchi                  | Ahmed Najjar Imed Hakki               |
| Table 2  | Fouad El Taher Saad Abdallah Sarsam | Basil Kareem                      | Othman Moussa Mohamed Younis Salmane  |
| Table 3  | Yves Safia                          | Abdelaziz Onkoud                  | Nouh Ali Hussein Antoine Kassis       |
| Table 4  | Ibrahim Labib Abdullah Abdelrahman  | Marwan Abboudi                    | Talel Ezzaïm Malek Mesmar             |
| Table 5  | Hatim Al-Hadarani                   | Samir Bentafrit Mohammed Al-Sayed | Aboubacar Al-Arabi Jasim Abdul Rahman |
| Table 6  | Walaa Tharwat                       | Ali Kamous                        | Youssef Mahmoud Zendan Al-Zendani     |

### Les médaillées femmes
| Épreuves | Or                     | Argent                                      | Bronze                                |
| -------- | ---------------------- | ------------------------------------------- | ------------------------------------- |
| Equipes  | Irak: 15 ½             | Algérie: 15 ½                               | Émirats arabes unis: 14 ½ Syrie: 12 ½ |
| Table 1  | Asma Houli             | Hind Bahji                                  | Khatozen Worya Mohammed Diane Khalifa |
| Table 2  | Emane Hassane Al-Rufei | Rana Khemaissa                              | Farida Arouche Alia Hussein           |
| Table 3  | Fremsik Worya Mohammed | Rabiâa Khaled                               | Jawaher Hussein Amina Oubaaqua        |
| Table 4  | Fatima Hussein         | Jannar Worya Mohammed Wassila Cheikh hassan | Fatima Zahra Kamal Saba Khemaissa     |

## Tableau des médailles
| Rang | Nation              | Or | Argent | Bronze | Total |
| ---- | ------------------- | -- | ------ | ------ | ----- |
| 1    | Irak                | 4  | 1      | 2      | 7     |
| 2    | Égypte              | 3  | 1      | 0      | 4     |
| 3    | Émirats arabes unis | 2  | 0      | 6      | 8     |
| 4    | Maroc               | 1  | 5      | 2      | 8     |
| 5    | Algérie             | 1  | 2      | 1      | 4     |
| 6    | Syrie               | 1  | 1      | 5      | 7     |
| 7    | Qatar               | 1  | 1      | 1      | 3     |
| 8    | Yémen               | 1  | 0      | 1      | 2     |
| 9    | Jordanie            | 0  | 2      | 3      | 5     |
| 10   | Bahreïn             | 0  | 1      | 0      | 1     |
| 11   | Liban               | 0  | 0      | 2      | 2     |
| 12   | Libye               | 0  | 0      | 1      | 1     |
| 13   | Mauritanie          | 0  | 0      | 0      | 0     |
| 13   | Palestine           | 0  | 0      | 0      | 0     |
|      | Total               | 14 | 14     | 24     | 52    |

## Les échecs en2004
En plus des 12 épreuves individuelles et par équipes, deux distinctions sont accordées pour les meilleurs résultats  de toutes les tables. Pour les hommes, il n’a pas été possible de départager les deux meilleurs et une médaille supplémentaire est ajoutée. 

### Les médaillés hommes
| Épreuves          | Or                                  | Argent                            | Bronze                                 |
| ----------------- | ----------------------------------- | --------------------------------- | -------------------------------------- |
| Equipes           | Égypte                              | Maroc                             | Syrie Qatar                            |
| Table 1           | Mohammed Al-Modiahki                | Hicham Hamdouchi                  | Essam El Gindy Yahia Saleh             |
| Table 2           | Hatim Al-Hadarani Ali Mouloud Salem | Mohammed Al-Sayed Mohamed Tayssir | --                                     |
| Table 3           | Imed Abdennabi                      | Imed Hakki                        | Ibrahim Al-Chaharani Husein Aziz Nezad |
| Table 4           | Mohamed Hassan                      | Baha Abbes                        | Zouhir Nasri Ahmed Adly                |
| Table 5           | Nouh Ali Hussein                    | Aboubacar Al-Arabi                | Samir Hamad Bassem Samir               |
| Table 6           | Zendan Al-Zendani                   | Khalid Abdel Razik                | Talel Ezzaïm Jasim Abdul Rahman        |
| Meilleur résultat | Hatim Al-Hadarani Ali Mouloud Salem | Nouh Ali Hussein                  | Zendan Al-Zendani                      |

### Les médaillées femmes
| Épreuves          | Or                     | Argent          | Bronze                                    |
| ----------------- | ---------------------- | --------------- | ----------------------------------------- |
| Equipes           | Algérie                | Irak            | Maroc Syrie                               |
| Table 1           | Emane Hassane Al-Rufei | Asma Houli      | Sanaa El Amri Mariam Mansour              |
| Table 2           | Farida Arouche         | Hind Bahji      | Noura Mohamed Saleh Jannar Worya Mohammed |
| Table 3           | Afamia Mir Mahmoud     | Amina Mezioud   | Ranine Sabah Moslem Leila El Amri         |
| Table 4           | Wissem Toubal          | Nibal Al-Jildah | Zahira El Ghabi Delbak Ismail             |
| Meilleur résultat | Emane Hassane Al-Rufei | Wissem Toubal   | Afamia Mir Mahmoud Farida Arouche         |

## Tableau des médailles
| Rang | Nation              | Or | Argent | Bronze | Total |
| ---- | ------------------- | -- | ------ | ------ | ----- |
| 1    | Irak                | 3  | 3      | 3      | 9     |
| 2    | Algérie             | 3  | 3      | 1      | 7     |
| 3    | Yémen               | 3  | 0      | 1      | 4     |
| 4    | Égypte              | 2  | 1      | 3      | 6     |
| 5    | Libye               | 2  | 1      | 1      | 4     |
| 6    | Syrie               | 1  | 2      | 5      | 8     |
| 7    | Qatar               | 1  | 1      | 2      | 4     |
| 8    | Émirats arabes unis | 1  | 0      | 4      | 5     |
| 9    | Maroc               | 0  | 4      | 5      | 9     |
|      | Total               | 16 | 15     | 25     | 56    |

## Les échecs en2007

### Les médaillés hommes
| Épreuves          | Or                               | Argent                               | Bronze                               |
| ----------------- | -------------------------------- | ------------------------------------ | ------------------------------------ |
| Equipes           | Égypte                           | Syrie                                | Algérie                              |
| Table 1           | Aimen Rizouk                     | Slim Belkhodja                       | Essam El Gindy Mohammed Al-Modiahki  |
| Table 2           | Mohammed Al-Sayed                | Aboubacar Al-Arabi Zendan Al-Zendani | Oussama Bouhaddoun                   |
| Table 3           | Aziz Ahmed Imed Hakki            | .                                    | Ahmed Adly Mokhles Adnani            |
| Table 4           | Othman Moussa                    | Mohamed Haddouche                    | Ibrahim Al-Chaharani Samir Hamad     |
| Table 5           | Nawfal Mohamed Bechir Al-Qudaimi | --                                   | Adel Mahmoud El Kamel Ahmed Samhouri |
| Table 6           | Khaled Ben Nasr                  | Samy Khadhar                         | Wala Tharwat Ali Assim Abid          |
| Meilleur résultat | Nawfal Mohamed Bechir Al-Qudaimi | --                                   | Aziz Ahmed Imed Hakki                |

### Les médaillées femmes
| Épreuves          | Or                                   | Argent                        | Bronze                                |
| ----------------- | ------------------------------------ | ----------------------------- | ------------------------------------- |
| Equipes           | Égypte                               | Syrie                         | Irak                                  |
| Table 1           | Emane Hassane Al-Rufei Leila El Amri | --                            | Hayet Toubal Danièle Badroussian      |
| Table 2           | Amina Mezioud                        | Yousra Alaa-Eddine            | Noura Mohamed Saleh Shirine Satif     |
| Table 3           | Nibal Al-Jildah                      | Khouloud El Felou             | Mona Khaled Hind Bahji                |
| Table 4           | Afamia Mir Mahmoud                   | Sohir Al-Basta                | Nadhema Abdessalam Dhoha Mohsen       |
| Meilleur résultat | Afamia Mir Mahmoud                   | Nibal Al-Jildah Amina Mezioud | Afamia Mir Mahmoud Yousra Alaa-Eddine |

## Tableau des médailles
| Rang | Nation              | Or | Argent | Bronze | Total |
| ---- | ------------------- | -- | ------ | ------ | ----- |
| 1    | Syrie               | 4  | 3      | 3      | 10    |
| 2    | Irak                | 4  | 0      | 3      | 7     |
| 3    | Égypte              | 2  | 2      | 5      | 9     |
| 4    | Algérie             | 2  | 2      | 2      | 6     |
| 5    | Yémen               | 2  | 1      | 1      | 4     |
| 6    | Libye               | 1  | 2      | 1      | 4     |
| 7    | Maroc               | 1  | 0      | 3      | 4     |
| 8    | Émirats arabes unis | 1  | 0      | 1      | 2     |
| 8    | Qatar               | 1  | 0      | 1      | 2     |
| 10   | Jordanie            | 0  | 1      | 1      | 2     |
| 10   | Tunisie             | 0  | 1      | 1      | 2     |
| 12   | Liban               | 0  | 0      | 1      | 1     |
| 12   | Soudan              | 0  | 0      | 1      | 1     |
|      | Total               | 18 | 12     | 24     | 54    |

## Les échecs en2011
Au cours de cette édition, les épreuves ont été modifiées en réduisant leur comptabilisation à 6 seulement : l’épreuve par équipe, le blitz et l’échec rapide, hommes et femmes.

### Les médaillés hommes
| Épreuves | Or                   | Argent      | Bronze                   |
| -------- | -------------------- | ----------- | ------------------------ |
| Equipes  | Égypte               | Qatar       | Maroc                    |
| Blitz    | Mohammed Al-Modiahki | Ahmed Adly  | Mohammed Al-Sayed        |
| Rapide   | Mohamed Haddouche    | Bassem Amin | Salem Abdul Rahman Saleh |

### Les médaillées femmes
| Épreuves | Or       | Argent                 | Bronze        |
| -------- | -------- | ---------------------- | ------------- |
| Equipes  | Algérie  | Jordanie               | Égypte        |
| Blitz    | Zhu Chen | Emane Hassane Al-Rufei | Leila El Amri |
| Rapide   | Zhu Chen | Mona Khaled            | Nataly Fouad  |

## Tableau des médailles
| Rang | Nation              | Or | Argent | Bronze | Total |
| ---- | ------------------- | -- | ------ | ------ | ----- |
| 1    | Qatar               | 3  | 1      | 1      | 5     |
| 2    | Algérie             | 2  | 0      | 0      | 2     |
| 3    | Égypte              | 1  | 3      | 2      | 6     |
| 4    | Jordanie            | 0  | 1      | 0      | 1     |
| 4    | Irak                | 0  | 1      | 0      | 1     |
| 6    | Maroc               | 0  | 0      | 2      | 2     |
| 7    | Émirats arabes unis | 0  | 0      | 1      | 1     |
|      | Total               | 6  | 6      | 6      | 18    |